# Felix Krüger
Pour les articles homonymes, voir Krüger.
Félix Krüger, né le 10 août 1874 à Posen, alors ville allemande, et mort à Bâle (Suisse) le 25 février 1948, est un psychologue et professeur d'université allemand.

## Biographie
Il travaille d'abord aux côtés d'Hermann Ebbinghaus à l'université de Halle, puis avec Wilhelm Wundt à l'université de Leipzig, et succède à ce dernier au poste de recteur d'avril 1935 à janvier 1936.
Avec Friedrich Sander, il est à l'origine d'un courant critique de la psychologie de la Gestalt, connu comme l'École de Leipzig, qui s'appuie sur la psychologie structuraliste. Ses thèses sont notamment exposées dans Über Entwicklungspsychologie. Ihre sachliche und geschichtliche Notwendigkeit (1915) et Zur Psychologie der Gemeinschaft (1935).
Il est mis à l'écart des milieux universitaires sous le régime national-socialiste  en raison d'un grand-parent prétendument juif et classé comme métis. Felix Krüger obtient un réexamen et put faire retirer les accusations en 1940, annulant ainsi sa radiation du registre du personnel de l'université,. En 1938, il prend une retraite anticipée, officiellement à sa demande pour des raisons de santé, mais en pratique sous l'effet d'une forte pression politique. Il vit d'abord à Potsdam , puis en Suisse à partir du printemps 1945,.